# Kenneth C. Griffin
Pour les articles homonymes, voir Griffin.
Kenneth C. Griffin, né le 15 octobre 1968 à Daytona Beach en Floride, est un homme d'affaires et milliardaire américain, fondateur et gérant du hedge fund Citadel.

## Fortune, revenus et patrimoine
En mars 2023, Kenneth Griffin a une fortune évaluée par Forbes à 35 milliards de dollars. Il est la 35e personne la plus riche du monde. Sa fortune provient principalement de ses parts dans Citadel LLC dont il détient 85 % du capital.
Il a perçu un revenu de 1,4 milliard de dollars en 2017 et de 2,5 milliards de dollars en 2021. Il est le 3e gérant de hedge fund le mieux rémunéré en 2021.
En 2022, il a gagné le montant record de 4,1 milliards de dollars. Il s'agit du revenu le plus élevé de l'histoire pour un gérant de hedge fund.

### Résidences
Il possède un patrimoine immobilier évalué à près de 2 milliards de dollars,.
En 2015, il a dépensé 60 millions de dollars pour acheter un penthouse de cinq chambres et l'appartement de trois chambres situé à l'étage en dessous dans l'immeuble Faena House à Miami Beach. Il a revendu les deux appartements en 2016 pour 73 millions de dollars.
Selon le Chicago Tribune, en novembre 2018, il a acheté quatre étages de l’immeuble 9 West Walton à Chicago pour 58,75 millions de dollars. L'achat est le plus cher réalisé à Chicago.
En 2019, il a acheté le penthouse triplex du 220 Central Park South à New York pour 238 millions de dollars ce qui en fait l'appartement le plus cher vendu aux États-Unis.
En 2019, il a acheté la maison du 3 Carlton Gardens sur Carlton House Terrace à Londres pour 111 millions d'euros. La vente en a fait la propriété la plus chère au Royaume-Uni depuis 2011.
En septembre 2019, il a acheté une villa au 60 Blossom Way à West Palm Beach. La propriété à une superficie de 1,5 hectare et s'étend sur près de 100 mètres le long de la plage. La villa est voisine d'une autre propriété de 4,8 hectares que Griffin a achetée. L'ensemble des propriétés de Griffin en Floride est évalué à 1,3 milliard de dollars.
En 2020, il a acheté la propriété de 2,8 hectares du styliste Calvin Klein à Southampton au nord de Long Island pour 84,4 millions de dollars.
En 2021, il a acheté pour 75 millions de dollars une villa sur Star Island, une île artificielle de la baie de Biscayne en Floride.
En 2022, Griffin a acheté un manoir à Coral Gables en Floride pour 45,25 millions de dollars.
En septembre 2022, il achète une propriété de 1,6 hectare à Coconut Grove un quartier de Miami pour 106,8 millions de dollars, ce qui en fait la transaction immobilière la plus chère de Miami.
En octobre 2023, le New York Post déclare que Griffin serait en train de construire une immense propriété sur un domaine de 11 hectares sur Blossom Way à West Palm Beach en fusionnant plusieurs parcelles qu'il a achetées successivement pendant 10 ans pour un total de près de 450 millions de dollars. Une fois achevée, la villa principale de 4 650 m2 ainsi que l'ensemble du domaine sera estimée à près d'un milliard de dollars ce qui en ferait la propriété la plus chère du monde.

### Art
Griffin est un acheteur actif d’art moderne et d’art contemporain. Son portefeuille est évalué à près de 800 millions de dollars et comprend plusieurs peintures faisant partie des plus chères du monde.
En 1999, il a acheté le tableau de Paul Cézanne de 1893 Rideau, cruchon et compotier pour 60 millions de dollars.
En octobre 2006, il a acheté False Start de l’artiste Jasper Johns pour 80 millions de dollars à David Geffen. En 2015, il a acheté le tableau de 1986 de Gerhard Richter Abstract Picture pour 46 millions de dollars.
En septembre 2015, dans le cadre de la plus grande transaction d’art privé jamais réalisée, il a acheté deux peintures de David Geffen pour 500 millions de dollars : la peinture à l’huile de 1955 de Willem de Kooning, Interchange, pour 300 millions de dollars, et la peinture de Jackson Pollock de 1948, Number 17A, pour 200 millions de dollars.
En 2017, Griffin aurait acheté le tableau Orange Marilyn d’Andy Warhol de 1964 à titre privé pour environ 200 millions de dollars.
En juin 2020, Griffin a acheté Boy and Dog in a Johnnypump (1982) de Jean-Michel Basquiat pour plus de 100 millions de dollars. Il a prêté le tableau à l’Art Institute of Chicago pour qu’il soit exposé au public.
Sa collection comprend également des œuvres de l'artiste américaine d'origine nigériane Njideka Akunyili Crosby.

## Philanthropie et soutien politique
Il donne en 2012 plus d'un million de dollars pour la campagne électorale de Mitt Romney et un autre million à un super PAC destiné à financer des candidats du Parti républicain.
Il fait régulièrement des dons à des candidats ou des personnalités politiques républicaines. Il a ainsi donné, en 2021, 5 millions de dollars au gouverneur de Floride Ron DeSantis. En 2022, il a donné 1,5 million de dollars à la sénatrice de l'Alaska Lisa Murkowski. Il finance dans un premier temps Ron DeSantis pour les primaires républicaines de 2024, souhaitant devenir secrétaire au Trésor en cas de victoire de celui-ci à la présidentielle, puis soutient Nikki Haley.
Il participe à la réunion du groupe Bilderberg de 2015.
Ayant donné 500 millions de dollars à l'université Harvard, il exige en octobre 2023 que l'université soutienne officiellement l'État d'Israël dans sa guerre contre le Hamas, alors que plusieurs associations étudiantes ont dénoncé la responsabilité du « régime israélien ». En janvier 2024, il déclare lors d'une conférence à Miami qu'il suspend les donations à l'université d'Harvard, ajoutant qu'il craint que les étudiants d'élite ne soient « pris dans une rhétorique d'oppresseur et d'opprimé » et souhaite soutenir l'Ivy League. Kenneth Griffin précise que sa suspension financière est temporaire selon des conditions de changements de gouvernance politique. 